# Ференц Кропачек
Ференц Кропачек (мађ. Kropacsek Ferenc; 7. септембар 1899) је био мађарски фудбалер. Играо је на две званичне утакмице за фудбалску репрезентацију Мађарске 1924. године а такође је одиграо још пет незваничних утакмица и то против јужне Немачке (х2), централне Немачке и репрезентација Берлина и Дрездена. Такође је био део репрезентације Мађарске за фудбалски турнир на Летњим олимпијским играма 1924. године, али није играо ни на једној утакмици.
Ференц Кропачек је започео своју фудбалску каријеру 1914. у ФК Ракошменти, касније између 1917–26. је био голман МТК-а. Са њима је освојио седам лигашких титула, а два пута Куп Мађарске. Кропачек је два пута играо за национални тим 1924. године, али, иако је био члан париског олимпијског тима, није играо. Играчку каријеру је завршио 1926. године.
По занимању, Кропачек је радио као банкарски службеник, а 1929. променио је име у Кевехази. Током Другог светског рата постао је командант радног логора на руском фронту. По повратку кући, Кропачек/Кевехази је наводно мучен. Коначно је пуштен и Народни суд га је прогласио потпуно невиним. Касније је радио у пекари, а затим у фабрици Ганц, пре него што је отишао у пензију 1957.

## Остварења
- Прва лига Мађарске у фудбалу
  - шампион: 1918/19, 1919/20, 1920/21, 1921/22, 1922/23, 1923/24, 1924/25.
  - 2.: 1925/26.
- Куп Мађарске у фудбалу
  - победник: 1923, 1925.
  - финалиста: 1926